# Diphyus allapsus
Diphyus allapsus là một loài tò vò trong họ Ichneumonidae.